# Розенблюм, Юрий Борисович
Ю́рий Бори́сович Розенблю́м (17 января 1925, Москва — 19 января 1994, Москва) — советский литературовед.

## Биография
Родился в семье видного сотрудника НКИД Бориса Даниловича Розенблюма, расстрелянного в 1938 году. Участник Великой Отечественной войны. Призван в 1943, инженер-разведчик 58-й стрелковой дивизии 3-й гвардейской армии. Тяжело ранен, инвалид войны. Награждён орденом Красной Звезды, медалями.
Окончил МГУ им. М.В. Ломоносова (1952). Много лет работал в Гослитиздате.
Член Союза писателей СССР (1980).
Скончался от осложнений сахарного диабета. Похоронен на Ваганьковском кладбище.

## Семья
Дочь - Наталия Юрьевна Шатуновская (род. 1949), много лет работала в Музее Маяковского на Таганке.

## Сочинения

### Критика
- Давид Кугультинов. М., 1969 (Писатели Советской России)
- Сквозь пламя костров: Прошлое и настоящее калмыцкой литературы. Элиста, 1970
- В поисках волшебного амуланга: Портрет калмыцкой литературы. М., 1976 (Литературная карта РСФСР)
- Песнь степи обновленной: О некоторых особенностях художественного мира современной калмыцкой литературы. Элиста, 1980

### Проза
- О чем пела золотая кукушка: Повесть по мотивам хакасских народных сказаний. М., 1978